# Marianne Martinez
Marianne Martinez, właściwie Anna Katharina von Martinez (ur. 4 maja 1744 w Wiedniu, zm. 13 grudnia 1812 tamże) – austriacka kompozytorka, pianistka i śpiewaczka pochodzenia hiszpańskiego.

## Życiorys
Była córką Nicólo Martíneza, który przybył do Wiednia jako członek orszaku nuncjusza papieskiego. Jej pierwszym nauczycielem muzyki był mieszkający w domu Martinezów i zaprzyjaźniony z nimi Pietro Metastasio. Dalszą edukację muzyczną odbyła u Josepha Haydna, Giuseppe Bonno, Johanna Adolfa Hassego i Nicoli Porpory. Otrzymała solidne wykształcenie, znała kilka języków i wymieniała listy z czołowymi artystami swoich czasów. Jako kompozytorka debiutowała w 1761 roku mszą w wiedeńskim kościele św. Michała. Występowała jako pianistka i śpiewaczka, prowadziła też własną szkołę śpiewu. W swoim domu urządzała wieczorki muzyczne, na których gościli m.in. Wolfgang Amadeus Mozart, Joseph Haydn i Karl Ditters von Dittersdorf. Była honorowym członkiem Accademia Filarmonica w Bolonii.
Jej dorobek kompozytorski obejmuje 4 msze, 6 motetów, 3 litanie, opracowania psalmów, 2 oratoria, 3 sonaty na instrument klawiszowy, koncert na instrument klawiszowy, jedną symfonię oraz pieśni. Utwory Martinez nie mają znaczenia dla historii muzyki, są jednak ważne jako dzieło kobiety należącej do środowiska artystycznego Wiednia 2. połowy XVIII wieku.